# جو کاردل
جو کاردل (انگلیسی: Joe Cardle؛ زادهٔ ۷ فوریهٔ ۱۹۸۷) بازیکن فوتبال اهل بریتانیا است.
از باشگاه‌هایی که در آن بازی کرده‌است می‌توان به باشگاه فوتبال فایلد، باشگاه فوتبال پورت ویل، و باشگاه فوتبال برنلی اشاره کرد.